# Jack of Hearts (personaje)
Jack of Hearts (Jack Hart), traducido al español como Sota de corazones, es un superhéroe ficticio que aparece en cómics estadounidenses publicados por la editorial Marvel Comics. El personaje apareció por primera vez en The Deadly Hands of Kung Fu #22 (marzo de 1976), y fue creado por el guionista Bill Mantlo y el dibujante Keith Giffen. Protagonizó su propia miniserie de cuatro números y ha sido un personaje habitual en los cómics de Iron Man, además de ser un personaje habitual en Los Vengadores.
Jack Hart, es el hijo del científico Philip Hart (creador del «Zero Fluid» o fluido cero) y una alienígena de la raza Contraxiana. En su juventud, Jack recibió dosis del Zero Fluid obteniendo superpoderes, pero sin poderlos controlar totalmente. Intentando controlarlos, Jack construyó un traje de contención de apariencia similar al naipe de la Jota de corazones de la baraja francesa. La falta de control se convirtió en un tema recurrente de Jack of Hearts, incluyendo su paso por los Vengadores, donde tenía que pasar 14 horas al día en una sala de contención para evitar la autodestrucción. Cuando sus poderes se volvieron incontrolables, decidió abandonar la Tierra y explotar en el espacio sin causar daño a ningún inocente.
El regreso de Jack of Hearts y la explosión que mató a Scott Lang fueron el punto de lanzamiento de la historia «Avengers Disassembly», publicada entre 2004 y 2005. El personaje fue resucitado como parte de una de las miniseries de Marvel Zombies en la que la Zero Energy vuelve a tomar forma en Jack of Hearts, devolviendo al personaje a la vida. Los zombis fueron derrotados posteriormente con la ayuda de Jack of Hearts.

## Historial de publicación
Jack of Hearts fue creado por el guionista Bill Mantlo y el dibujante Keith Giffen. Apareció por primera vez en la revista en blanco y negro The Deadly Hands of Kung Fu #22 (marzo de 1976), como un antagonista del superhéroe White Tiger, si bien su historia de origen que apareció en el siguiente número de la revista lo estableció como superhéroe. Su primera aparición en un cómic en color ocurrió en The Incredible Hulk vol. 2 # 214 (agosto de 1977) en el que aparece luchando contra Hulk. Posteriormente apareció por un breve período como aliado y aprendiz de Iron Man, haciéndose un miembro regular de la serie durante el tiempo que Mantlo fungió como guionista.
El personaje ha aparecido como invitado en varios títulos a lo largo de los décadas, entre ellos Marvel Two-In-One, Los Defensores, Marvel Premiere (en una historia en solitario que tenía por objeto lanzar al personaje en su propia serie), ROM y Marvel Team-Up (que sirvió como introducción a su miniserie de 1984), entre otros. Protagonizó su propia serie limitada homónima de cuatro números entre enero y abril de 1984.
Posteriormente, el escritor Kurt Busiek lo convirtió en un habitual de Los Vengadores. Busiek lo explicó de esta manera: «Me encontré por primera vez con Jack en The Deadly Hands of Kung Fu en un número dibujado por Gil Kane y Rico Rival. Ese disfraz grandioso y súper complicado y la energía que Gil puso en la narración me engancharon, y he sido fan desde entonces».

## Biografía ficticia

### Comienzos
Jack Hart nació en New Haven, Connecticut. Es hijo de Philip Hart, un científico que creó una fuente de energía llamada «fluido cero» (zero fluid), y Marie, una humanoide alienígena de la raza contraxiana. Tras quedar expuesto a un recipiente de fluido cero, Jack sufrió un cambio mutagénico y ganó la habilidad de proyectar energía aturdidora de su cuerpo. Tras obtener estos poderes, Jack dio inicio a su misión de venganza contra la Corporación que asesinó a su padre. Esto llevó a que Jack se enfrentara contra otros superhéroes como los Hijos del Tigre o Hulk. También se enfrentó contra el White Tiger. Eventualmente, dio muerte a Stryke, el asesino de su padre.
Posteriormente, Jack se enfrentó por error con Iron Man. Como era un principiante en las actividades de superhéroes, le pidió a Iron Man que lo tomara como aprendiz, lo cual hizo, para que le enseñara el oficio. Jack se asoció con Iron Man, Nick Fury, Guardsman, Jasper Sitwell, Jean DeWolff y Wraith, y tuvo una batalla contra Midas, quien lo convirtió brevemente en una estatua viviente dorada, estado del que fue liberado luego por Iron Man y Yellowjacket. Jack luego ayudó a Iron Man a enfrentarse a los supersoldados soviéticos en la luna. Jack ayudó a Iron Man contra el Comandante rigelliano Arcturus, y luchó en solitario contra Hemlock.

### Como héroe
Posteriormente, Jack dejó atrás su misión de venganza ciega y se convirtió en un verdadero superhéroe, trabajando en conjunto con varios otros superhéroes como los Defensores. Jack luchó contra Thing de los 4 Fantásticos, que estaba bajo el control mental de Machinesmith. Después, Jack Hart se reunió con una novia suya de la universidad llamada Marcy Kane (que también era estudiante de posgrado junto a Peter Parker, alias Spider-Man). Marcy, una científica, y S.H.I.E.L.D. se ofrecieron a ayudar a encontrar una cura para los peligrosos superpoderes de Jack. Jack se enfrentó a algunos agentes de S.H.I.E.L.D. y Spider-Man redujo temporalmente sus poderes. Marcy resultó ser una agente contraxiana enviada a la Tierra para encontrar a Jack. Fue allí cuando Jack se enteró de ser medio contraxiano. Marcy llevó a Jack a Contraxia, donde descubrió que sus poderes se habían vuelto mucho más fuertes y salvó el mundo natal de su madre revitalizando su sol moribundo. Los contraxianos no lograron encontrar una solución para los poderes inestables de Jack, y abandonó el planeta para vagar exiliado por el espacio exterior.
Mientras deambulaba por el espacio, fue capturado por el Extraño. Escaparía luego del cautiverio en el planeta del Extraño. Jack se enfrentó contra Quasar durante su regreso a la Tierra; sin embargo, Jack explotó cuando su traje de contención se rasgó en la batalla con la Presencia. Jack fue traído del espacio, revivido y controlado mentalmente por Dragón Lunar, y atacó a Kismet. El daño a su armadura llevó a Jack a buscar la ayuda del Silver Surfer, quien encontró un armero extraterrestre en Anvil que diseñó un nuevo traje de contención para Jack. Jack luego se enfrentó a Nébula y Geatar. Poco después de esta aventura, Jack se enamoró de la guerrera alienígena conocida como Ganímedes, aunque ella no correspondió a sus sentimientos.
En un esfuerzo por salvar R-76, un puesto de avanzada tripulado por rigellianos, Jack of Hearts resultó herido en la batalla con los servitors. Jack fue rescatado por un equipo de Vengadores y logró convencer a los Infinitos de restaurar R-76. En seguida, Jack y estos Vengadores fueron capturados, primero por los Shi'Ar, y luego por los Ruul actuando bajo las órdenes de la Inteligencia Suprema. Jack y los Vengadores eventualmente escaparon a la Tierra y ayudaron a destruir un plan para que Ego el Planeta Viviente devorara la Tierra.
El regreso de Jack a la Tierra sucedió durante el período conocido como la Guerra Kang, y Jack of Hearts fue aceptado como miembro de los Vengadores, convirtiéndose en el quincuagésimo segundo en unirse al equipo, si bien la tradicional ceremonia de bienvenida para nuevos Vengadores se pospuso dada la naturaleza de la crisis que enfrentaban. Durante su tiempo en el grupo, los Vengadores se unieron a la Liga de la Justicia de América, y se enfrentaron a Cráneo Rojo por desatar un arma biológica en el Monte Rushmore, que mató a muchos civiles.

### Muerte
Cuando sus niveles de poder empezaron a crecer por encima de la capacidad de su traje de contención, Jack of Hearts decidió suicidarse en lugar de seguir viviendo en una sala de contención aislada durante 14 horas al día. Al explotar en el espacio, Jack se llevó consigo a un asesino de niños que había secuestrado a Cassandra Lang, la hija de Scott Lang (el segundo Ant-Man). Con su uniforme destruido por la explosión, el cuerpo desnudo de Jack of Hearts se adentró flotando en el espacio.

### Avengers Disassembled
Al comienzo del evento «Avengers Disassembled», Jack reapareció en uniforme como lo que parecía ser un zombi el tiempo suficiente para volarse a sí mismo, matando a Scott Lang y destruyendo la mitad de la Mansión de los Vengadores. El regreso de Jack fue causado por los poderes de alteración de la realidad de la Bruja Escarlata a través de métodos que siguen siendo ambiguos. A diferencia de su explosión previa en el espacio exterior, el cuerpo de Jack nunca se recuperó de las ruinas.

### Vida en el más allá
Durante las aventuras de Hércules en el Hades, se puede ver a Jack jugando a las tragamonedas para ganarse una oportunidad de volver a la vida. Esta no es la manera en que en la que debería funcionar el más allá, de acuerdo con los personajes. Jack gana y declara emocionado que es el siguiente en la lista para resucitar.

### The Children's Crusade
Jack of Hearts reaparecería en la miniserie Avengers: The Children's Crusade (2010-2012). Iron Lad (de hecho, el joven Kang el Conquistador) transporta a los Jóvenes Vengadores y a una amnésica Wanda Maximoff, que ya no es la Bruja Escarlata, al inicio de la historia de «Avengers Disassembled», al momento en el que Jack fue utilizado como arma para destruir a los Vengadores. Mientras estaban allí, descubrieron que era de hecho el verdadero Jack of Hearts, invocado por la Bruja Escarlata. No muerto y en un estado miserable, Jack le suplica a la Wanda del futuro que no lleve a cabo su monstruoso plan, ignorando que hablaba con una Wanda diferente. La lástima de este acto y el horror de ver a Jack explotar, sorprenden a Wanda al punto de recuperar su memoria y, por lo tanto, sus poderes. Como efecto secundario inesperado, la vida de Scott Lang también resulta salvada, cuando los Jóvenes Vengadores se llevan a Scott de regreso al futuro con ellos al irse, salvando así su vida y preservando la línea de tiempo, en tanto todos todavía lo habían 'visto morir' en la explosión. Las últimas palabras de Jack antes de explotar fueron: «Lo siento».

### Marvel Zombies Supremey resurrección
Jack Hart volvió a la vida una vez más en el segundo número de la miniserie Marvel Zombies Supreme (2011-2012). Mientras defendían a los científicos en el Proyecto Pegasus (que estaba siendo asediado por clones zombis de los miembros del  Escuadrón Supremo), un equipo de agentes especiales liderados por Jill Harper y el superhéroe conocido como Battlestar se encontraron con una fuente de energía del punto cero que Harper creía podía serles de utilidad para detener a los zombis. La energía del punto cero se reconfiguró inesperadamente en forma corpórea como Jack, quien volvió a la vida vistiendo su traje original por razones sin explicar. Harper logró revivir a Jack, que estaba temporalmente amnésico y que había perdido el conocimiento a raíz del estrés de volver a ser humano. Si bien inicialmente debilitado, Jack recuperó pronto el control de sus poderes y evaluó la situación. Usando sus habilidades, Jack destruyó a los zombis y le salvó la vida a Harper cuando ésta fue infectada con el virus zombi. Tras esto, los dos se dieron un romántico beso.
Jack Hart siguió ausente por un tiempo, pero eventualmente regresó a una vida más pública cuando se estrelló contra el departamento de Jennifer Walters (She-Hulk), y descubrió que ahora podía comer, beber y dormir normalmente por primera vez desde su accidente. A medida que Jack recuperó sus poderes, él y Jen iniciaron una relación romántica, y Jack la ayudó en el conflicto de la Guerra del Juicio mientras ayudaban a los 4 Fantásticos. 

## Poderes y habilidades
Los poderes sobrehumanos de Jack Hart son resultado del efecto mutagénico del «Zero Fluid» (fluido cero) inventado por su padre, combinado con los genes alienígenas de su madre contraxiana. Jack posee una resistencia y durabilidad sobrehumanas. Jack of Hearts también tiene la capacidad de generar «energía cero» dentro de su cuerpo y proyectarla como fuerza aturdidora o calor intenso o como propulsor para volar. Con todo, Jack es incapaz a veces de ejercer un control total sobre sus energías. Por un corto tiempo tras reiniciar el sol moribundo de Contraxia, irradió de manera incontrolable tal calor que derritió uno de los casquetes polares de Contraxia. Es capaz de sobrevivir sin protección en el espacio. Su cerebro ha incorporado la inteligencia artificial de un dispositivo computarizado llamado Scanalyzer, lo que le permite pensar, almacenar y recuperar información con una velocidad, capacidad y eficiencia similares a las de una computadora.
La mitad izquierda del cuerpo de Jack of Hearts se ha tornado de color negro púrpura a raíz de la exposición directa al «Zero Fluid». Su ojo izquierdo tiene una membrana blanca opaca que cubre toda la pupila. Tales mutaciones no fueron causadas exclusivamente por la exposición al «Fluido Cero», sino que en realidad son aspectos de su genética mitad contraxiana que son traídas a flote, ya que los contraxianos naturalmente tienen tal apariencia.
Jack originalmente llevaba una armadura hecha a mano en la Europa medieval. Su segunda armadura fue diseñada por Torval y hecha de materiales alienígenas diseñados para contener la energía cero generada por su cuerpo. Su armadura original fue posteriormente restaurada y mejorada por Dragón Lunar cuando Jack fue rescatado del espacio por los Vengadores, lo que condujo a su conexión con el equipo.
Jack es un diestro en el combate cuerpo a cuerpo, habiendo recibido algo de entrenamiento de combate por parte de S.H.I.E.L.D. y es un poeta talentoso.

## En otros medios
En la serie de televisión Silver Surfer (1998), Jack of Hearts aparece como parte de la tripulación de Nébula. 